# Stenatherina panatela
Stenatherina panatela är en fiskart som först beskrevs av Jordan och Richardson, 1908.  Stenatherina panatela ingår i släktet Stenatherina och familjen silversidefiskar. Inga underarter finns listade i Catalogue of Life.